# Schefflera burchellii
Schefflera burchellii är en araliaväxtart som först beskrevs av Berthold Carl Seemann, och fick sitt nu gällande namn av David Gamman Frodin och Pedro Fiaschi. Schefflera burchellii ingår i släktet Schefflera och familjen araliaväxter. Inga underarter finns listade.